# Mirosław Bućko
Mirosław Mikołaj Bućko (ur. 6 grudnia 1959 w Jeleniej Górze, zm. 11 grudnia 2020 w Krakowie) – polski materiałoznawca, prof. dr hab. inż.

## Życiorys
W 1984 ukończył studia inżynierii materiałowej w Akademii Górniczo-Hutniczej im. Stanisława Staszica, 8 października 1993 obronił pracę doktorską Mikrostruktura tworzyw w układzie tlenek glinu-dwutlenek cyrkonu, a ich właściwości mechaniczne, 18 czerwca 2009 habilitował się na podstawie pracy zatytułowanej Modyfikacja właściwości dwutlenku cyrkonu jako elektrolitu stałego. 9 maja 2019 nadano mu tytuł profesora w zakresie nauk technicznych. 
Został zatrudniony na stanowisku adiunkta i kierownika w Katedrze Technologii Ceramiki i Materiałów Ogniotrwałych na Wydziale Inżynierii Materiałowej i Ceramiki Akademii Górniczo-Hutniczej im. Stanisława Staszica.
Był profesorem Katedry Ceramiki i Materiałów Ogniotrwałych na Wydziale Inżynierii Materiałowej i Ceramiki Akademii Górniczo-Hutniczej im. Stanisława Staszica w Krakowie, oraz profesorem nadzwyczajnym w Katedrze Technologii Ceramiki i Materiałów Ogniotrwałych Wydziału Inżynierii Materiałowej i Ceramiki Akademii Górniczo-Hutniczej im. Stanisława Staszica w Krakowie, a także członkiem Komisji Nauk Ceramicznych na IV Wydziale; Komisje Naukowe Oddziału Polskiej Akademii Nauk w Krakowie.
Awansował na stanowisko sekretarza Polskiego Towarzystwa Ceramicznego.
Zmarł 11 grudnia 2020. Pochowany został na Cmentarzu Komunalnym w Podgórkach Tynieckich w Krakowie.